# 小倉正三
小倉 正三（おぐら まさぞう、1947年3月8日 - ）は日本の元裁判官、弁護士。徳島県出身。東京大学卒業。元東京高等裁判所部総括判事。

## 経歴
- 1973年（昭和48年）：司法修習生（27期）
- 1975年（昭和50年）4月11日：神戸地方裁判所判事補[1]
- 1977年（昭和52年）4月1日：神戸家庭裁判所判事補[1]
- 1978年（昭和53年）4月1日：広島地方・家庭裁判所福山支部判事補[1]
- 1978年（昭和53年）4月11日：広島地方・家庭裁判所福山支部判事補、福山簡易裁判所判事[1]
- 1981年（昭和56年）4月1日：千葉地方裁判所判事補・千葉簡易裁判所判事[1]
- 1984年（昭和59年）4月1日：鹿児島地方・家庭裁判所名瀬支部判事補、名瀬簡易裁判所判事[1]
- 1985年（昭和60年）4月11日：鹿児島地方・家庭裁判所名瀬支部判事、名瀬簡易裁判所判事[1]
- 1986年（昭和61年）4月1日：東京地方裁判所判事・東京簡易裁判所判事[1]
- 1989年（平成元年）4月1日：釧路地方・家庭裁判所部総括判事、釧路簡易裁判所判事[1]
- 1991年（平成3年）4月1日：最高裁判所調査官（東京地方裁判所判事・東京簡易裁判所判事）[1]
- 1995年（平成7年）4月1日：大阪高等裁判所判事・大阪簡易裁判所判事[1]
- 1995年（平成7年）4月11日：大阪高等裁判所判事[1]
- 1997年（平成9年）4月1日：大阪地方裁判所部総括判事[1]
- 1999年（平成11年）4月1日：東京地方裁判所部総括判事（刑事12部）[1]
- 2003年（平成15年）8月15日：横浜地方裁判所部総括判事[1]
- 2006年（平成18年）12月1日：金沢地方裁判所所長[1]
- 2008年（平成20年）11月9日：大阪高等裁判所部総括判事（第5刑事部）[1]
- 2010年（平成22年）2月26日：東京高等裁判所部総括判事（第9刑事部）[1]
- 2012年（平成24年）3月8日：定年退官、弁護士（第二東京弁護士会，赤坂小倉法律事務所）[1]
- 2017年11月 - 瑞宝重光章を受章。

## 担当訴訟
- 2000年3月23日、オレンジ共済組合事件の裁判で、友部達夫参議院議員に求刑通り懲役10年の実刑判決を言い渡した[2]。
- 2009年10月8日、Winny事件の裁判で、金子勇被告に対し一審の有罪判決を破棄、逆転無罪判決を言い渡した[3]。
- 2010年7月14日、身分証を盗まれたと思い込んで知人を殺害した事件で、裁判員裁判の判決の事実認定における誤りを指摘して一審判決を破棄した[4]。事実認定の不備を理由とした裁判員裁判による一審判決の破棄は制度導入後初めて[4]。